# Babbelkroonbeek
Babbelkroonbeek är ett vattendrag i Belgien.   Det ligger i provinsen Antwerpen och regionen Flandern, i den centrala delen av landet, 28 kilometer norr om huvudstaden Bryssel.
Runt Babbelkroonbeek är det i huvudsak tätbebyggt. Runt Babbelkroonbeek är det mycket tätbefolkat, med 1 018 invånare per kvadratkilometer.